# 新淦戰鬥
新淦戰鬥發生於1926年1月1日－1月2日，地點則是在中國贛中。是國民革命軍北伐戰鬥之一。交戰的兩方，一方為北伐軍二軍，另一方則為粵軍和贛一師。